# Woughton
Woughton – wieś w Anglii, w hrabstwie ceremonialnym Buckinghamshire, w dystrykcie (unitary authority) Milton Keynes. Leży 71 km na północny zachód od centrum Londynu.